# خلد برین، ایران در روزگار صفویان
خلد برین، ایران در روزگار صفویان کتابی است از محمد یوسف واله اصفهانی که به وقایع عصر صفوی اشاره کرده است. این اثر به زبان فارسی و در قرن ۱۱ هجری قمری نوشته شده که به کوشش سید میرهاشم محدث چاپ و منتشر شده است. این کتاب، تاریخ عمومی جامعی است که شامل هشت روضه و یک خاتمه می‌باشد. نویسنده این کتاب، میرزا محمد یوسف واله اصفهانی، برادر میرزا محمد طاهر وحید قزوینی و پسر میرزا حسین‌خان قزوینی است. وی همچنین مانند برادرش وحید قزوینی برای به دست آوردن مقام‌های دیوانی تربیت شده بود و به کارهای دولتی اشتغال داشت. او در آغاز مجلس‌نویس (محرر ارقام) بود. در پایان عهد شاه عباس دوم و چند سالی از دوران شاه سلیمان وزیر توپخانه شد. شعر می‌سرود و واله تخلص داشت. در سال ۱۰۵۸ در لشکرکشی شاه عباس دوم، به قندهار که به فتح آن شهر انجامید در رکاب شاه بود و در آن هنگام بیش از هفتاد سال داشت؛ بنابراین، تاریخ ولادت وی در سال ۹۸۸ هجری بوده است.

## بخش‌ها
محتویات روضه‌های کتاب به توضیح زیر است.
- روضه یکم: در تاریخ پیامبران و پادشاهان پیش از اسلام.
- روضه دوم: در تاریخ پیامبر اسلام (ص) و امامان شیعه.
- روضه سوم: در تاریخ خاندان اموی و عباسی.
- روضه چهارم: در تاریخ دودمان‌های همروزگار خلفای عباسی.
- روضه پنجم: در تاریخ چنگیزخان مغول و خاندان او.
- روضه ششم: در تاریخ تیمور و جانشینان او.
- روضه هفتم: در تاریخ سلسله‌های قراقویونلو و آق‌قویونلو و دیگر بازماندگان تیمور.
- روضه هشتم که بیشترین بخش کتاب را شامل می‌شود، در پادشاهی صفویان است.
- روضه هشتم خود دربرگیرنده هفت «حدیقه» بدین ترتیب است:
- حدیقه اول: در سرگذشت شاه اسماعیل اول صفوی (۹۰۵ تا ۹۳۰ ه‍.ق) و شرح احوال مشاهیر سادات عظام و فحول علمای کرام و شعراء و ارباب کمال.
- حدیقه دوم: در سرگذشت شاه طهماسب (۹۳۰ تا ۹۸۴ ه‍.ق) و شرح احوال امرای عظام و خوانین کرام و سادات عالی درجات و علمای اعلام و سایر هنرمندان آن عصر.
- حدیقه سوم: در سرگذشت شاهزاده مظفر و شاه اسماعیل دوم و شاهزادگان دیگر.
- حدیقه چهارم: در سرگذشت سلطان محمد (۹۸۵ق).
- حدیقه پنجم: در سرگذشت شاه عباس اول (۹۹۶ تا ۱۰۳۸ق).
- حدیقه ششم: در سرگذشت شاه صفی (۱۰۳۸ تا ۱۰۵۲ق).
- حدیقه هفتم: در سرگذشت شاه عباس دوم (۱۰۵۲ تا ۱۰۷۷ق).
- خاتمه کتاب در شرح حال شاه سلیمان صفوی است.